# عدي مدانات
عدي مدانات (1938 - 10 نوفمبر 2016م) روائي وأديب وكاتب قصة قصيرة أردني، يعد من أحد رواد كُتّاب القصة القصيرة في الأردن.

## حياته
درس عدي مدانات الحقوق في جامعة دمشق، شهد تأسيس رابطة الكُتّاب الأردنيين سنة 1974م، كما كان عضواً فيها. بدأ مسيرته في المجال الأدبي سنة 1983م، وقد عمل على كتابة العديد من القصص القصيرة والروايات، من أبرزها «المريض الثاني عشر غريب الأطوار» و«صباح الخير أيتها الجارة» و«الدخيل» و«ليلة عاصفة» و«شوارع الروح» و«تلك الطرق» و«الآنسة ازدهار وأنا»، وقد اهتم اهتماماً كبيراً بمجال القصة القصيرة وقد عمل على كتاب بعنوان «فن القصّة القصيرة: وجهة نظر وتجربة»، بالإضافة إلى دراساته النقدية والأدبية.

## مؤلفاته
هناك عدد من الأعمال الأدبية التي قام بها عدي مدانات، وهي:

### في القصة
- «المريض الثاني عشر غريب الأطوال»، 1983م.
- «صباح الخير أيتها الجارة»، 1987م، وأعيد نشرها 2009م.
- «شوارع الروح»، 2003م.
- الأعمال الكاملة، القصص، 2006م.

### في الرواية
- «الدخيل»، 1991م.
- «ليلة عاصفة»، 1995م.
- «تلك الطرق»، 2008م.
- الأعمال الكاملة - الروايات، 2006م.

### أخرى
- «فن القصة - وجهة نظر وتجربة»، 2010م.

## جوائز
تحصل مدانات على العديد من الجوائز وقد تم تكريمه من قبل أكثر من جهة، وكان آخرها التي حصل عليها في ملتقى عمان الثالث للقصة العربية لعام 2010، إذ تم منحه درع أمانة عمان الكبرى.

## وفاته
توفي عدي مدانات يوم الخميس 10 صفر 1438 هـ الموافق 10 نوفمبر 2016م عن عمر ناهز 78 عاماً.